# Nakagawa Hidenari
Nakagawa Hideshige (中川秀成?; 1570 – 9 settembre 1612) è stato un daimyō giapponese della fine del periodo Sengoku e inizio di quello Edo, secondo figlio di Nakagawa Kiyohide.

## Biografia
Nel 1583 il padre Kiyohide fu ucciso durante la battaglia di Shizugatake e il fratello di Hideshige, Hidemasa, divenne capo famiglia. Tuttavia anche Hidemase morì giovane nel 1592 e Hidenari succedette come a capo del clan. Grazie al suo servizio sotto Toyotomi Hideyoshi gli fu assegnato il dominio di Oka nella provincia di Bungo con un introito da 74.000 koku. Hidenari prese parte anche alle Invasioni giapponesi della Corea (1592-1598).
Nel 1600 durante la battaglia di Sekigahara si schierò con Tokugawa Ieyasu attaccando e sconfiggendo Ōta Kazuyoshi al castello di Usuki. Grazie a questo mantenne il proprio feudo con l'inizio dello shogunato Tokugawa.